# Широкий Брод
Широкий Брод — хутор в Саракташском районе Оренбургской области в составе  Старосокулакского сельсовета. 

## География
Находится на расстоянии примерно 35 километров по прямой на север от поселка Саракташ.

## Население
Население составляло 15 человек в 2002 году (русские 33%, украинцы 67%), 3 по переписи 2010 года.